# مطنف الصدفية
مطنف الصدفية (الاسم العلمي: Corbulopsora)، جنس فطور من رتبة الشقرانيات وفصيلة الشقرانية.